# Cosmarium connatus
Cosmarium connatus là một loài Song tinh tảo trong họ Desmidiaceae, thuộc chi Cosmarium.